# 37e cérémonie des Hong Kong Film Awards
La 37e cérémonie des Hong Kong Film Awards s'est déroulée le 15 avril 2018.
Le film Our Time Will Come d'Ann Hui est nommé onze fois et remporte cinq récompenses dont celles du meilleur film, du meilleur réalisateur, du meilleur second rôle féminin et de la meilleure musique.

## Meilleur film
- Our Time Will Come d'Ann Hui
  - Shock Wave d'Herman Yau
  - Love Education de Sylvia Chang
  - Chasing the Dragon de Wong Jing
  - Paradox de Wilson Yip

## Meilleur réalisateur
- Ann Hui pour Our Time Will Come
  - Kearen Pang pour 29+1
  - Herman Yau pour Shock Wave
  - Sylvia Chang pour Love Education
  - Wilson Yip pour Paradox

## Meilleur scénario
- Sylvia Chang et You Xiaoying pour Love Education
  - Kearen Pang pour 29+1
  - Ho Kei-ping pour Our Time Will Come
  - Pang Ho-cheung, Jimmy Wan et Luk Yee-sum  pour Love Off the Cuff
  - Cheung King-wai pour Somewhere Beyond the Mist

## Meilleur acteur
- Louis Koo pour Paradox
  - Ronald Cheng pour Concerto of the Bully
  - Andy Lau pour Shock Wave
  - Tian Zhuangzhuang pour Love Education
  - Ling Man-lung pour Tomorrow Is Another Day

## Meilleure actrice
- Teresa Mo pour Tomorrow Is Another Day
  - Chrissie Chau pour 29+1
  - Zhou Xun pour Our Time Will Come
  - Stephy Tang pour The Empty Hands
  - Sylvia Chang pour Love Education

## Meilleur second rôle masculin
- Philip Keung pour Shock Wave
  - Philip Keung pour Concerto of the Bully
  - Yasuaki Kurata pour The Empty Hands
  - Paul Chun pour Love Off the Cuff
  - Gordon Lam pour Paradox
  - Yasuaki Kurata pour God of War

## Meilleur second rôle féminin
- Deannie Yip pour Our Time Will Come
  - Joyce Cheng pour 29+1
  - Estelle Wu Yanshu pour Love Education
  - Siu Yam-yam/Susan Shaw pour Vampire Cleanup Department
  - Baby Bo pour Somewhere Beyond the Mist

## Meilleur espoir réalisateur
- Kearen Pang pour 29+1
  - Jonathan Li pour The Brink
  - Chapman To pour The Empty Hands
  - Derek Hui pour This Is Not What I Expected
  - Chan Tai-lee pour Tomorrow Is Another Day

## Meilleure photographie
- Jason Kwan pour Chasing the Dragon

## Meilleur montage
- Li Ka-wing pour Chasing the Dragon

## Meilleurs décors
- Man Lim-chung et Billy Li pour Our Time Will Come

## Meilleurs costumes et maquillages
- Bruce Yu et Lee Pik-kwan pour Journey to the West: The Demons Strike Back

## Meilleure chorégraphie d'action
- Sammo Hung pour Paradox

## Meilleure musique de film
- Joe Hisaishi pour Our Time Will Come

## Meilleure chanson originale
- An Unheard Melody dans Concerto of the Bully

## Meilleur son
- Kinson Tsang et George Lee pour Paradox

## Meilleurs effets visuels
- Henri Wong et Eric Xu pour Wu Kong

## Meilleur film de Chine continentale ou de Taïwan
- The Great Buddha + de Huang Hsin-yao
- The Bold, the Corrupt, and the Beautiful de Yang Ya-che
- Youth de Feng Xiaogang
- Duckweed de Han Han
- Wolf Warrior 2 de Wu Jing

## Récompenses spéciales

### Lifetime Achievement Award
- Chu Yuan

### Professional Spirit Award
- Pauline Yeung